# Thoracochaeta penteseta
Thoracochaeta penteseta är en tvåvingeart som först beskrevs av Richards 1929.  Thoracochaeta penteseta ingår i släktet Thoracochaeta och familjen hoppflugor. Inga underarter finns listade i Catalogue of Life.